# Temascalcingo
Temascalcingo är en kommun i Mexiko.   Den ligger i delstaten Mexiko, i den sydöstra delen av landet, 110 km nordväst om huvudstaden Mexico City. Antalet invånare är 58 169.